# NGC 2737
NGC 2737 је спирална галаксија у сазвежђу Рак која се налази на NGC листи објеката дубоког неба.
Деклинација објекта је + 21° 54' 23" а ректасцензија 9h 3m 59,6s. Привидна величина (магнитуда) објекта NGC 2737 износи 14,1 а фотографска магнитуда 14,9. NGC 2737 је још познат и под ознакама UGC 4751, MCG 4-22-5, CGCG 121-9, PGC 25453.